# アス (青銅貨)

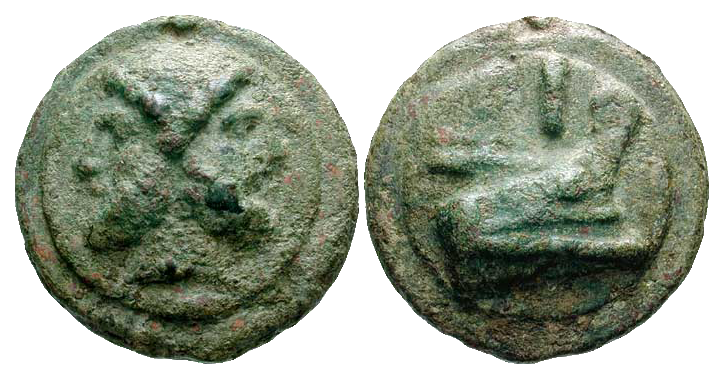
紀元前240年から225年ごろのアス青銅貨

アス（as、複数形 asses）は、共和政ローマからローマ帝国までの時代に使われていた硬貨で、当初は青銅貨だったが後に銅貨になった。ラテン語 aes（銅、青銅）に由来する。
『新約聖書』（マタイによる福音書10:29など）ではアサリオン（古代ギリシア語: ἀσσάριον assarion）と呼ばれている。

## 共和政ローマ時代のアス硬貨
「アス」は紀元前280年ごろ共和政時代の大型鋳造青銅貨として登場した。アスより小額の硬貨として、ベス（bes、2/3アス）、セミス（semis、1/2アス）、クィンクンクス（quincunx、5/12アス）、トリエンス（triens、1/3アス）、クォドランス（quadrans、1/4アス）、セクスタンス（sextans、1/6アス）、ウンキア（uncia、1/12アス、重さの単位でもある）、セムンキア（semuncia、1/24アス）があり、アスより高額の硬貨として、ドゥポンディウス（dupondius、2アス）、セステルティウス（sestertius、2.5アス）、トレッシス（tressis、3アス）、クァドルッシス（quadrussis、4アス）、クィンクェッシス（quinquessis、5アス）、デナリウス（denarius、10アス）があった。

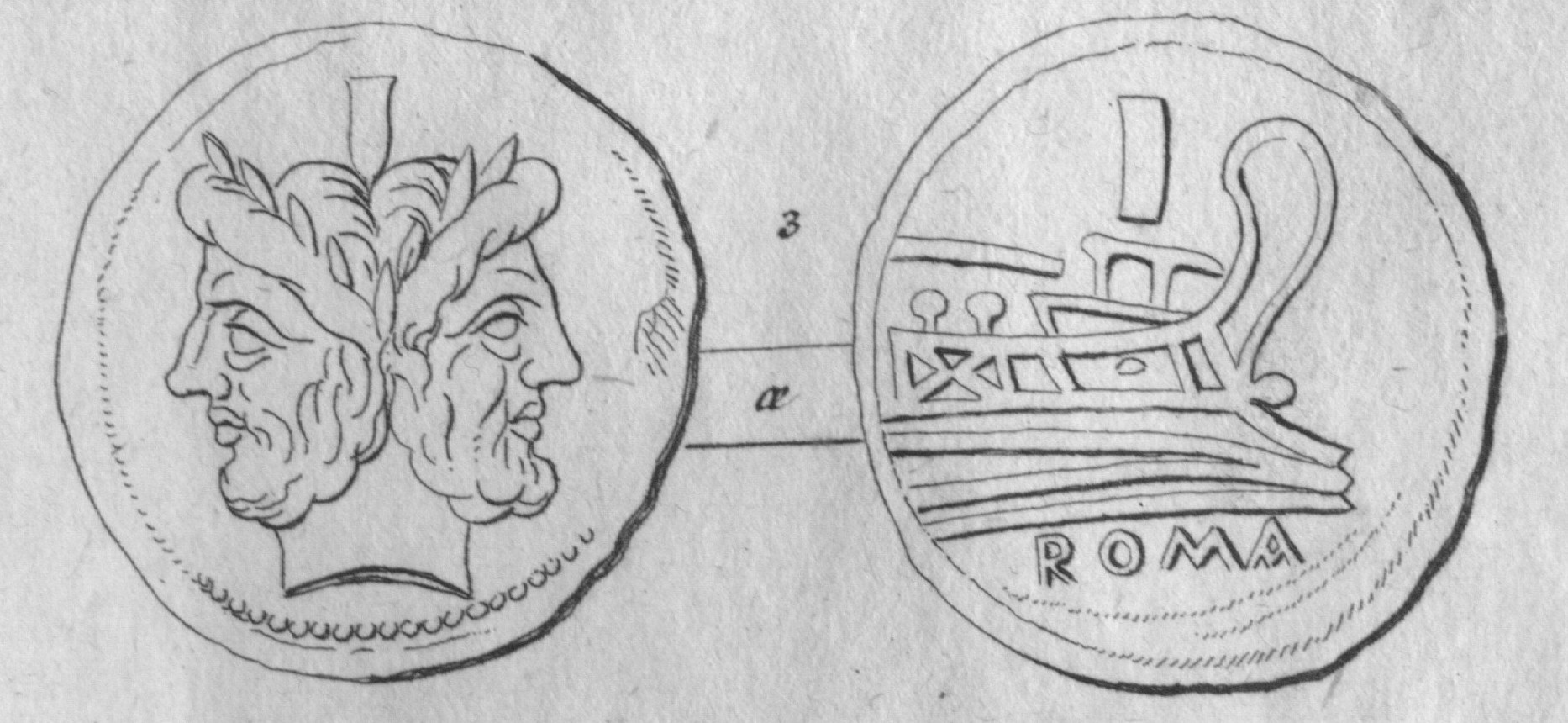
共和政ローマ時代のアス硬貨の版画

アスが鋳造貨として発行されるようになって70年たったころ、その重量を数段階かけて減らし、6分の1ポンド (sextantal) とした。ほぼ同じころ、銀貨のデナリウスも発行されるようになった。それ以前のローマの銀貨は南イタリアやアドリア海を越えてギリシアでも使えるように、ギリシアの重量単位にあわせて作られていたが、それ以降のローマの硬貨は全てローマの重量単位にあわせて作られるようになった。当初デナリウスは10アスとされたが、紀元前140年ごろ16アス相当に変更された。これはポエニ戦争の戦費を賄うための政策だったと言われている。
共和政時代を通して、アスの表面にはヤーヌスの胸像、裏面にはガレー船の船嘴が描かれていた。アス貨の重量は硬貨の重量の基本単位とされており、これをlibralと呼ぶ。libralそのものが後に減らされ、それにあわせてアス貨も軽くなった。共和政時代の青銅貨は当初鋳造で作られていたが、後に軽くなった際に打ち出しに変更された。一時期、アス貨が全く造幣されない時期があった。

## ローマ帝国時代のアス硬貨

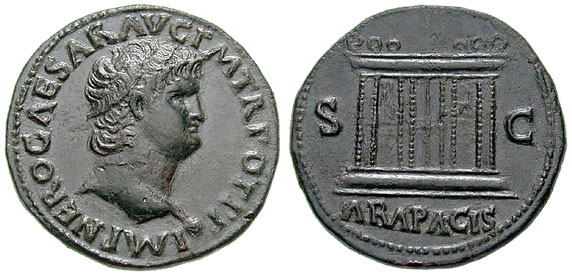
ネロ帝時代のアス

紀元前23年、アウグストゥスが造幣制度改革を行い、アス貨は青銅ではなく赤みがかった銅貨に変更され、セステルティウス（2.5アスから4アスに変更）とドゥポンディウス（2アス）は金色に輝く青銅系の合金で作られるようになった。この合金を貨幣学ではオリカルクム (orichalcum) と呼ぶ。アス貨は紀元3世紀まで造幣された。ローマ帝国期にはアスが基本的に最小額の硬貨であり、ごくまれにセミスやクォドランスが造幣されたが、マルクス・アウレリウス・アントニヌスの時代以降は全く造幣されなくなった。アスが最後に造幣されたのは270年ごろ（アウレリアヌスの治世）からディオクレティアヌスの治世の始まるころまでと見られている。

## 市場価値

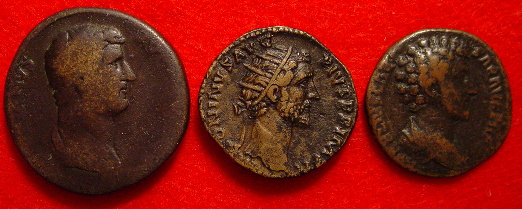
順にセステルティウス貨（ハドリアヌス）、ドゥポンディウス貨（アントニヌス・ピウス）、アス貨（マルクス・アウレリウス）

以下にディオクレティアヌス帝の治世（3世紀）ごろの給料や製造コストをアスで示す。
- 農場労働者（奴隷）の給料: 食事の形で提供 = 400アス
- 小学校レベルの先生の給料: 生徒1人あたり = 800アス
- 理髪店のサービスの価格: 1人あたり = 32アス
- 1 kg（2ポンド）の豚肉 = 380アス
- 1 kg（2ポンド）のブドウ = 32アス